# (3012) Minsk
(3012) Minsk ist ein Asteroid des Hauptgürtels, der am 27. August 1979 vom russischen Astronomen Nikolai Stepanowitsch Tschernych am Krim-Observatorium in Nautschnyj (IAU-Code 095) entdeckt wurde.
Der Asteroid wurde am 2. Juli 1985 nach der Minsk benannt, der Hauptstadt der Weißrussischen Sozialistischen Sowjetrepublik. Nach der Sowjetrepublik war 1980 der Asteroid (2170) Byelorussia benannt worden.